# Atlassian
Atlassian Corporation Plc (/ətˈlæsiən/) là một công ty phần mềm có trụ sở tại Vương quốc Anh, nhưng có nguồn gốc từ Úc và Hoa Kỳ. Nó chuyên phát triển sản phẩm cho các lập trình viên phần mềm, quản lý dự án và các nhóm phát triển phần mềm khác.

## Lịch sử
Mike Cannon-Brookes và Scott Farquhar thành lập Atlassian vào năm 2002. Cặp đôi này gặp nhau khi học tại Đại học New South Wales ở Sydney.
Atlassian đã phát hành sản phẩm hàng đầu của họ, Jira – một công cụ quản lý dự án, vào năm 2002. Năm 2004, nó phát hành Confluence, một nền tảng cộng tác nhóm cho phép người dùng làm việc cùng nhau trong các dự án, cùng tạo nội dung và chia sẻ tài liệu cũng như các nội dung truyền thông khác.

## Các sản phẩm của Atlassian
Sản phẩm Atlassian bao gồm Jira, Confluence, Bitbucket đang được đánh giá cao bởi nhiều công ty trên thế giới. Các sản phẩm này cung cấp giải pháp kỹ thuật số để cải thiện khả năng thích ứng, hiệu quả hoạt động của tổ chức và doanh nghiệp.

### Jira Software
Được coi là một trong những công cụ phát triển phần mềm tốt nhất cho các nhóm Agile, Jira Software được xây dựng để giúp các nhà phát triển phần mềm và nhóm của họ lập kế hoạch, theo dõi và triển khai các dự án một cách dễ dàng.
Công cụ này tạo ra một lộ trình dự án cho các nhà phát triển để giúp các thành viên trong nhóm phù hợp với nhau từ khi bắt đầu cho đến khi phát hành sản phẩm.

### Jira Align
Công cụ Atlassian này được thiết kế để kết nối các chiến lược kinh doanh của công ty với các chiến lược kỹ thuật của công ty. Sử dụng Jira Align, các công ty có thể tổng hợp dữ liệu về các nhóm cụ thể và sử dụng thông tin này để xác định phạm vi, lộ trình và mức độ phụ thuộc giữa các nhóm và portfolio. 

### Jira Core
Công cụ quản lý dự án kinh doanh này được thiết kế cho các nhóm không chuyên về kỹ thuật cần một công cụ tạo điều kiện cho sự hợp tác nhóm tốt hơn. Jira Core rất giống với Jira Software, nhưng không có các yếu tố dành riêng cho phần mềm, làm cho nó dễ tiếp cận hơn và ít gây nhầm lẫn hơn cho người dùng.Jira Core đi kèm với các quy trình làm việc có thể tùy chỉnh, khả năng quản lý tác vụ và các công cụ đo lường hiệu suất và cung cấp các quy trình theo định hướng chi tiết để giữ cho các nhóm được tổ chức — bất kể quy mô hay quy mô của một dự án.

### Jira Service Management
Công cụ Atlassian này sẽ giúp thay đổi cách một bộ phận CNTT (công nghệ thông tin) hoạt động. Đây là một giải pháp quản lý dịch vụ CNTT (ITSM) hợp tác, linh hoạt cho phép các nhóm CNTT dễ dàng nhận, quản lý và theo dõi các yêu cầu của khách hàng ở một vị trí trung tâm. Jira Service Management cũng đi kèm với các trung tâm trợ giúp có thể tùy chỉnh và các tiện ích con có thể nhúng mà các nhóm CNTT có thể tích hợp vào nền tảng của họ. Các tính năng này cho phép cộng tác và giao tiếp dễ dàng hơn để các bộ phận CNTT có thể phản hồi các yêu cầu và vấn đề dịch vụ đến nhanh hơn và hiệu quả hơn.

### Opsgenie
Với Opsgenie, các công ty có thể phản hồi các vấn đề quan trọng trước khi chúng ảnh hưởng đến hoạt động kinh doanh của họ.
Với công cụ quy tắc linh hoạt, các công ty có thể lập trình Opsgenie để thông báo cho những người và nhóm nhất định khi có vấn đề phát sinh bằng cách sử dụng cơ sở hạ tầng hiện có của họ. Và sau khi sự cố xảy ra, các công ty có thể sử dụng các tính năng điều tra sự cố của công cụ này để xác định nguồn gốc của nó.